# Eishockey Club Adelboden
Le Eishockey Club Adelboden, abrégé EHC Adelboden ou  HC Adelboden, est un club de hockey sur glace de Adelboden en Suisse.
Il évolue en 1re ligue depuis la saison 2008-2009, quatrième échelon suisse.

## Historique
Le club est créé en novembre 1931,.
Il joue pendant la saison 1936-1937 et de 1951 à 1958 en série A, l'ancêtre de la LNA.

### Matchs amicaux internationaux
En 1936, il bat le Vienne EV 7 à 1.
L'année suivante, il bat le Hockey Club Milan sur le score de 3 à 0 .

## Palmarès
- Aucun titre.